# Gus Weill
Pour les articles homonymes, voir Weill.
Gus Weill, né le 12 mars 1933 à Lafayette en Louisiane aux États-Unis et mort le 13 avril 2018 à Baton Rouge, est un écrivain et dramaturge américain, auteur de romans policiers.

## Biographie
En 1955, Gus Weill est diplômé de l'université d'État de Louisiane. Il travaille dans la communication politique. De 1964 à 1968, il est secrétaire exécutif du gouverneur de Louisiane John McKeithen. Il travaille pendant deux ans avec le producteur Otto Preminger.
À la fin des années 1960, il écrit deux pièces de théâtre jouées à Broadway. En 1974, il publie son premier roman, Paradiddle. Mississipi blues (The Bonnet Man) paru en 1978 dont la « principale qualité est cette incursion d'un étranger dans une communauté noire qui vit repliée sur elle-même depuis plus d'un siècle » selon Claude Mesplède est son seul roman traduit en français.

## Œuvre

### Romans
- Paradiddle, 1974
- A Woman's Eyes, 1975
- The Bonnet Man', 1978
  - Mississipi blues, Série noire no 1740, 1979
- The Fuhrer Seed, 1979
- Flesh, 1990 (coécrit avec Dana Isaacson)
- The Cajuns, 2004

### Pièces de théâtre
- To Bury a Cousin, 1968
- Geese, 1969

### Poésie
- Love and Other Guilts: The Poetry of Gus Weill, 1985

### Biographie
- You Are My Sunshine: The Jimmie Davis Story, 1987, biographie de Jimmie Davis

## Sources bibliographiques
- Claude Mesplède, Les années "Série noire" bibliographie critique d'une collection policière, t. 4 : 1972-1982, Amiens, Encrage, coll. « Travaux » (no 25), 1995, 318 p. (ISBN 978-2-906389-63-2), p. 218.
- Claude Mesplède et Jean-Jacques Schleret, SN, voyage au bout de la Noire : inventaire de 732 auteurs et de leurs œuvres publiés en séries Noire et Blème : suivi d'une filmographie complète, Paris, Futuropolis, 1982 (OCLC 11972030), p. 375